# Представление взаимодействия
Представление взаимодействия (представление Дирака) — один из способов описания квантовомеханических явлений, предложенный П. Дираком в 1927 году. Любой оператор в представлении взаимодействия ведёт себя так же, как и в представлении Гейзенберга при отсутствии взаимодействия. Любой вектор состояния изменяется во времени, как и в представлении Шрёдингера с гамильтонианом взаимодействия. Представление взаимодействия неявно используется во всех обычных задачах квантовой механики.
Запишем уравнение Шрёдингера в виде:
{\displaystyle i\hbar {\frac {\partial \psi _{S}(t)}{\partial t}}=\left({\hat {H}}_{0}+{\hat {H}}_{int,S}\right)\psi _{S}(t)},
где
- {\displaystyle {\hat {H}}_{0}} — гамильтониан невзаимодействующих полей (частиц);
- {\displaystyle {\hat {H}}_{int,S}} — гамильтониан взаимодействия в представлении Шрёдингера.

Введём вектор состояния:
{\displaystyle \psi _{I}(t)=e^{\frac {i{\hat {H}}_{0}t}{\hbar }}\psi _{S}(t).}
Тогда любой оператор можно записать в виде:
{\displaystyle {\hat {A}}_{I}(t)=e^{\frac {i{\hat {H}}_{0}t}{\hbar }}{\hat {A}}_{S}(t)e^{-{\frac {i{\hat {H}}_{0}t}{\hbar }}}}
Таким образом, в представлении взаимодействия уравнение Шрёдингера примет вид:
{\displaystyle i\hbar {\frac {\partial \psi _{I}(t)}{\partial t}}={\hat {H}}_{int,I}\psi _{I}(t)}
В соответствии с теоремой Хаага представление взаимодействия не существует в строго математическом смысле в квантовой теории поля.